# Samum (Pferd)
Samum (* 21. März 1997; † 13. März 2018) war ein Englisches Vollblutpferd, das auf dem Gestüt Karlshof von Monsun aus der Sacarina gezogen wurde. Der Fuchshengst wurde im Jahr 2000 zum Galopper des Jahres in Deutschland gewählt.

## Abstammung
Samum stammt aus einer der aktuell bedeutendsten Vollblutfamilien Deutschlands. Sein Vater ist der Ausnahmebeschäler Monsun (von Königsstuhl), der im Gestüt Schlenderhan aktiv war. Samums Mutter Sacarina (von Old Vic) ist eine ungeprüft importierte Vollblutstute, die im Jahr 2002 zur Zuchtstute des Jahres in Deutschland gekürt wurde.
Aus der Verbindung Monsun – Sacarina stammen Salve Regina (96 GAG, Gewinnerin des Preis der Diana und Zweite im Deutschen Derby), Schaljapin (gestorben), Sahel (im Besitz der Familie Wertheimer), Schiaparelli (98,5 GAG, ebenfalls Derbysieger, verkauft an Darley) und Sortita (verkauft nach England, läuft dort in den Farben von Sheik Hamdan Al Maktoum).

## Rennleistung
Rennrekord:
- 2- bis 5-jährig: 14 Starts – 6 Siege – 3 Plätze
- Gesamtgewinnsumme: 980.891 Euro[1]
- Generalausgleichs-Gewicht (GAG): 86,5 - 102,0 - 98,5 - 95,0 kg

Samum gewann als Zweijähriger seine beiden Starts leicht. Diese Siegesserie konnte er auch im darauffolgenden Jahr weiterführen. Gleich der Jahreseinstand im Dr. Busch Memorial (Gruppe III) in Krefeld auf schwerer Bahn führte zum Erfolg. Der nächste Start eine Stufe höher im Müller Brot Preis (Gruppe II) in München wurde zu einer Demonstration seines Könnens, mit vier Längen distanzierte er den Rest des Feldes. Diese Leistung brachte ihm die Favoritenstellung im Deutschen Derby in Hamburg-Horn, dass er mit einer legendären Leistung beenden konnte. Mit „Eine Explosion, eine Explosion“ kreierte Rennkommentator Manfred Chapman ein neues geflügeltes Wort. Der folgende Start in Iffezheim, im 128. Großen Preis von Baden, damals noch im Rahmen der heute eingestellten World Racing Series gelaufen, sollte der letzte Sieg für Samum sein. In diesem Gruppe-I-Rennen schlug er internationale Größen wie Daliapour, Mutafaweq und Fruits of Love, sowie die Gerling-Preis-Siegerin Catella. Die anschließenden Starts im Ausland, insbesondere der Start im Hong Kong-Cup (Dezember 2000), scheinen dann Substanz gekostet zu haben, denn vierjährig war Samum nur noch ein Schatten seiner selbst und blieb deutlich unter seinem im Vorjahr gezeigten Leistungsvermögen. Auch beim Comebackversuch als Fünfjähriger konnte der Monsun-Sohn nicht an frühere Leistungen anknüpfen.

## Zuchtkarriere
Im Anschluss an seine Rennkarriere wurde Samum in seinem Heimatgestüt, dem Karlshof, als Deckhengst aufgestellt. Gleich in seinem ersten Jahrgang hat Samum mit Scatina eine Gruppe-II-Siegerin, die auch als seine erste Siegerin notiert werden darf. Scatina wurde am 4. Dezember 2007 bei der Tattersalls December Sales 2007 für 330.000 Guineas verkauft. Eine weitere Tochter, Sworn Mum, konnte bei ihrem letzten Start noch Blacktype in einem Listenrennen in Frankreich erzielen.
Aus seinem zweiten Jahrgang stammt Kamsin (a. d. Kapitol), der bei seinem Debüt knapp geschlagen wurde, aber dann auf passend schwerem Boden (trainiert von Peter Schiergen und geritten von Andrasch Starke) das Deutsche Derby 2008 gewann. Weitere bedeutende Nachkommen waren die Gruppe I Sieger Baila me, Durban Thunder, Be Fabolous und der Derby-Zweite Sordino. 2008 gewann er das Championat der Vaterpferde in Deutschland.
Überraschend verstarb Samum am 13. März 2018 an einer Thrombose.